# Vijay Mallya
Vijay Mallya (ur. 18 grudnia 1955 w Kolkacie) – indyjski miliarder.

## Życiorys
Jest synem przemysłowca i biznesmena Vittala Mallyi. Po ojcu odziedziczył linie lotnicze United Breweries specjalizujące się w tanich przewozach lokalnych. Rozbudował je i zmienił nazwę na Kingfisher. Stały się one największym przewoźnikiem lotniczym w Indiach. Majątek Mallyi rósł szybko i w 2008 wyniósł 1,2 mld dolarów (według Forbes). Ponadto Mallya jest od 2000 członkiem parlamentu Indii.
Pod koniec 2007 przejął holenderski zespół F1 Spyker. Zmienił konstrukcję i nazwę na Force India. Pierwszym kierowcą pozostał Adrian Sutil, a jako drugiego Mallya zatrudnił doświadczonego Giancarlo Fisichellę.